# آدولف ژورگی
آدولف ژورگی (فرانسوی: Adolphe Jauréguy‎; ۱۸ فوریهٔ ۱۸۹۸ – ۴ سپتامبر ۱۹۷۷) بازیکن راگبی ۱۵ نفره اهل فرانسه بود.
وی همچنین برندهٔ جوایزی همچون لژیون دونور شده‌است.